# Camila Hirane
Camila Hirane (La Serena, Coquimbo, 6 de septiembre de 1985) es una actriz chilena, que saltó a la fama luego de su debut en la serie de HBO, Prófugos.

## Biografía
Camila nació en La Serena. Es la hija mayor de un matrimonio que tenía como proyecto vivir en distintas regiones de país. La necesidad de adaptarse a los cambios desde tan temprana edad la ayudó a potenciar su imaginación y a desarrollar su personalidad. En 1990 la familia se trasladó definitivamente a Santiago. Camila ya sabía que quería ser actriz.
Sus padres se divorciaron cuando tenía 15 años. En 2003 ingresó a la escuela de Teatro de la Universidad Finis Terrae donde fue reconocida dos veces con la distinción “Honor al Mérito” por su excelencia académica. Al egresar en 2007, formó junto a dos compañeras de la escuela la compañía de teatro “La Silvia”. Buscando perfeccionarse, Camila ingresó al Teatro La Memoria, un centro de investigación teatral, donde curso el post-título de actuación teatral. En esta instancia encontró grandes maestros e inspiración para su carrera.
Su debut en televisión fue Prófugos (2011), serie chilena de la cadena internacional HBO dirigida por Pablo Larraín. Representó el papel de Irma Salamanca, una atormentada joven de 16 años. La conflictiva relación de Irma con su padre interpretado por Francisco Reyes, conmovió a miles de espectadores latinoamericanos. También compartió roles con Luis Gnecco, Claudia di Girolamo y Benjamín Vicuña.
Su trabajo en la serie de HBO le valió una nominación como mejor actriz en el Festival de Televisión de Mónaco compitiendo con Claudia Di Girolamo, Julianna Margulies, Kelly Macdonald, Juliette Lewis, entre otras.
Desde entonces ha construido una prominente carrera en el cine y televisión, participando en películas como Joven y alocada (2012), dirigida por Marialy Rivas Tierra de sangre (2012) de James Katz e Iglú (2012) de Diego Ruiz; y en series como Amar y morir en Chile (de Chilevisión) y El día menos pensado y La canción de tu vida (de TVN).
A fines de 2013 formó parte del musical Víctor sin Víctor Jara y de la nocturna de Canal 13, Secretos en el jardín. Gracias a este último trabajo estuvo entre las postulantes de los Premios Altazor 2014 para tener un lugar en la terna de mejor actriz de televisión.

## Filmografía

### Cine
| Año  | Título               | Rol      | Director              | Notas        |
| ---- | -------------------- | -------- | --------------------- | ------------ |
| 2010 | Si el amor se va     |          | Gianfranco Raglianti  | Cortometraje |
| 2012 | Joven y alocada      | Barbage  | Marialy Rivas         |              |
| 2013 | Iglú                 | Camila   | Diego Ruiz            |              |
| 2013 | Bareta               |          | Roberto Farías        |              |
| 2014 | Tierra de sangre     | Eliza    | James Katz            |              |
| 2014 | La canción sin letra | Javiera  | Cristián Vidal López  |              |
| 2014 | TIBIOeSTAR           | Catalina | Pablo Astudillo Silva | Cortometraje |
| 2018 | El taller            |          | José Tomás Videla     |              |

### Televisión
| Año       | Título                | Rol                                 |
| --------- | --------------------- | ----------------------------------- |
| 2010      | El día menos pensado  | Ángela                              |
| 2011-2013 | Prófugos              | Irma Salamanca                      |
| 2012      | Amar y morir en Chile | María                               |
| 2013-2014 | Secretos en el jardín | Rosa Sepúlveda                      |
| 2014      | Valió la pena         | María de los Ángeles "Yazmín" Palma |
| 2014      | La canción de tu vida | Paola                               |
| 2014-2015 | No abras la puerta    | Dominga Velasco                     |
| 2015      | Esa no soy yo         | Judith Marín / Anahí Marín          |
| 2017-2022 | Verdades ocultas      | Rocío Verdugo (joven)               |
| 2017-2022 | Verdades ocultas      | Martina Benavente                   |
| 2018      | Santiago paranormal   | Paula Cienfuegos                    |
| 2019      | Secretos urbanos      | Isidora Goyenechea                  |
| 2023-2024 | Juego de ilusiones    | Valentina García                    |

### Teatro
| Año        | Obra                   | Director(es)                             | Teatro             | Tipo    |
| ---------- | ---------------------- | ---------------------------------------- | ------------------ | ------- |
| 2013- 2015 | Víctor sin Víctor Jara | Visnu Ibarra, Pierre Sauré, Gopal Ibarra | Centro GAM         | Musical |
| 2014- 2015 | Petróleo               | Magdalena Armstrong                      | Casa Rodante       | Drama   |
| 2014       | Mercury, la leyenda    | Natalia Grez                             | Mori Parque Arauco | Musical |
| 2022       | Principiantes          | Gabriel Urzúa                            | Teatro Ictus       |         |

## Videos musicales
| Año  | Título         | Artista            | Director     |
| ---- | -------------- | ------------------ | ------------ |
| 2016 | Tormenta Lunar | Francisco González | Jorge Olguín |

## Premios y nominaciones
| Año  | Premio                               | Categoría              | Producción | Resultado |
| ---- | ------------------------------------ | ---------------------- | ---------- | --------- |
| 2012 | Festival de Televisión de Montecarlo | Mejor actriz dramática | Prófugos   | Nominada  |